# Новые Соколы

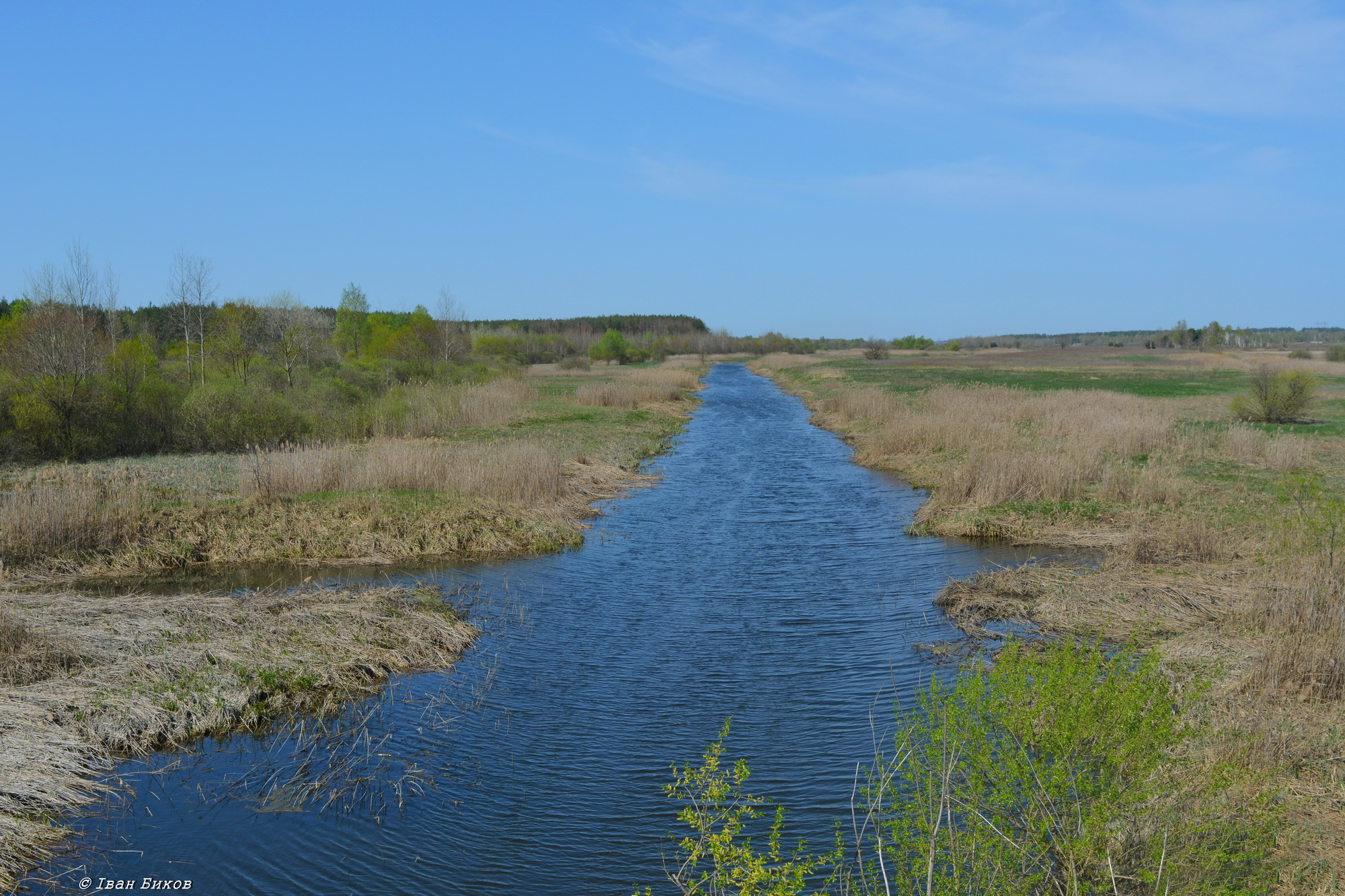
Река Вересня возле деревни Новые Соколы

Но́вые Соколы́ (укр. Нові Соколи) — село, входит в Иванковский район Киевской области Украины.
Население по переписи 2001 года — 81 человек. Почтовый индекс — 07214. Телефонный код — 4591. Занимает площадь 0,9 км². Код КОАТУУ — 3222085007.
В этом селе родился Николай Павленко.

## Местный совет
07214, Київська обл., Іванківський р-н, с. Старі Соколи